# Amor International 1990
Die Amor International 1990 im Badminton fanden im Mai 1990 in Groningen statt. 

## Sieger und Platzierte
| Disziplin    | Gold                             | Silber                                   | Bronze                                |
| ------------ | -------------------------------- | ---------------------------------------- | ------------------------------------- |
| Herreneinzel | Pierre Pelupessy                 | Claus Thomsen                            | Chris Bruil                           |
| Herreneinzel | Pierre Pelupessy                 | Claus Thomsen                            | Hannes Fuchs                          |
| Dameneinzel  | Joanne Muggeridge                | Irina Serova                             | Maaike de Boer                        |
| Dameneinzel  | Joanne Muggeridge                | Irina Serova                             | Mira Sundari                          |
| Herrendoppel | Claus Simonsen Morten Sandal     | Michael Bisgaard Martin Lundgaard Hansen | Michael Keck Kai Mitteldorf           |
| Herrendoppel | Claus Simonsen Morten Sandal     | Michael Bisgaard Martin Lundgaard Hansen | Alexey Sidorov Pawel Uwarow           |
| Damendoppel  | Joanne Muggeridge Maaike de Boer | Monika Cassens Petra Michalowsky         | Tatyana Arefyeva Julia Zhilikhovskaya |
| Damendoppel  | Joanne Muggeridge Maaike de Boer | Monika Cassens Petra Michalowsky         | Tanya Groves Cheryl Johnson           |
| Mixed        | Ron Michels Sonja Mellink        | Kai Mitteldorf Monika Cassens            | Chris Hunt Cheryl Johnson             |
| Mixed        | Ron Michels Sonja Mellink        | Kai Mitteldorf Monika Cassens            | Claus Thomsen Birgitte Hindse         |

## Finalergebnisse
| Disziplin    | Sieger                           | Finalist                                 | Ergebnis          |
| ------------ | -------------------------------- | ---------------------------------------- | ----------------- |
| Herreneinzel | Pierre Pelupessy                 | Claus Thomsen                            | 15–3, 15–3        |
| Dameneinzel  | Joanne Muggeridge                | Irina Serova                             | 11–7, 11–3        |
| Herrendoppel | Claus Simonsen Morten Sandal     | Michael Bisgaard Martin Lundgaard Hansen | 15–5, 8–15, 15–12 |
| Damendoppel  | Joanne Muggeridge Maaike de Boer | Monika Cassens Petra Michalowsky         | 15–5, 10–15, 15–8 |
| Mixed        | Ron Michels Sonja Mellink        | Kai Mitteldorf Monika Cassens            | 15–7, 15–4        |